# Sindersdorf
Sindersdorf ist ein Gemeindeteil der Stadt Hilpoltstein im Landkreis Roth (Mittelfranken, Bayern). Die Gemarkung Sindersdorf hat eine Fläche von 2,566 km². Sie ist in 287 Flurstücke aufgeteilt, die eine durchschnittliche Flurstücksfläche von 8939,34 m² haben.

## Lage
Das Kirchdorf liegt im Vorland der Mittleren Frankenalb südöstlich des Gemeindesitzes und südwestlich von Meckenhausen nahe der A 9.

## Geschichte
Der Ort wurde erstmals 1341 urkundlich erwähnt, als Chunrat der Grozze Ritter in Nürnberg eine ewige Frühmesse im St. Clara-Kloster zu Nürnberg stiftete und zur Ausstattung derselben unter anderem eine Hofstatt „ze Sindrestorf“ gab.
Als 1505 Bayern die „Junge Pfalz“ bildete, gehörte zu diesem neuen Fürstentum Pfalz-Neuburg auch Sindersdorf. 1542 verpfändete der hoch verschuldete Pfalzgraf Ottheinrich seine drei Pflegämter Heideck, Allersberg und Hilpoltstein und mit letzterem auch Sindersdorf auf 36 Jahre an Nürnberg. Die Reichsstadt führte noch im gleichen Jahr in ihrem Pfandbesitz die Reformation durch. Sindersdorf hatte zu dieser Zeit 18 Untertanen-Anwesen. 1627 erfolgte die Gegenreformation durch Pfalz-Neuburg. 1728 wurden die Kirchtürme von Sindersdorf und Meckenhausen „durch Sturmwind über einen Haufen und auf beide Kirchen geworfen.“
Gegen Ende des Alten Reiches, um 1800, stand Sindersdorf hoch- und niedergerichtlich unter dem – seit dem Heimfall von Pfalz-Neuburg 1793 bayerischen – Pflegamt Hilpoltstein. Die Grundherrschaft über die nunmehr 20 Höfe teilten sich die Pfarrkirche Meckenhausen (2 Höfe), die Landpflege Altdorf (1 Hof), das Kastenamt Hilpoltstein (1 Hof), die Kirche Hilpoltstein (1 Hof), die Freiherr-von-Stromer’sche Gutsherrschaft zu Nürnberg (3 Höfe), die Protestantische Kultusstiftung Nürnberg (2 Höfe) und das Rentamt Hilpoltstein (6 Höfe). Drei Höfe waren frei eigener Besitz. Außer der Kirche besaß die Gemeinde noch ein Hirtenhaus.
Im neuen Königreich Bayern (1806) bildete Sindersdorf wie schon im Alten Reich ohne weitere Orte eine eigene Gemeinde im Steuerdistrikt Meckenhausen Obwohl das Dorf 1818 bereits „Sindersdorf“ hieß, tauchte im Laufe des 19. Jahrhunderts immer wieder auch „Sündersdorf“ als Ortsname auf. Am 3. Juni 1903 wurde das Kirchdorf offiziell  in Sindersdorf umbenannt. 1904 bestand Sindersdorf aus 22 Höfen, 1952 aus 20.
Im Zuge der Gebietsreform in Bayern wurde Sindersdorf zum 1. Januar 1972 nach Meckenhausen eingemeindet. Schließlich wurde Meckenhausen und damit auch Sindersdorf am 1. Juli 1976 in die Stadt Hilpoltstein eingemeindet.

## Einwohnerentwicklung
- 1820: 116 Einwohner (23 Höfe)[16]
- 1871: 127 Einwohner[17]
- 1910: 109 Einwohner[18]
- 1933: 133 Einwohner[19]
- 1939: 122 Einwohner[20]
- 1946: 117 Einwohner[21]
- 1950: 136 Einwohner[22]
- 1966: 126 Einwohner[23]
- 1970: 126 Einwohner[24]
- 1987: 110 Einwohner[25]
- 2009: 124 Einwohner
- 2011: 125 Einwohner[26]

## Baudenkmäler

### Katholische Filialkirche St. Walburga

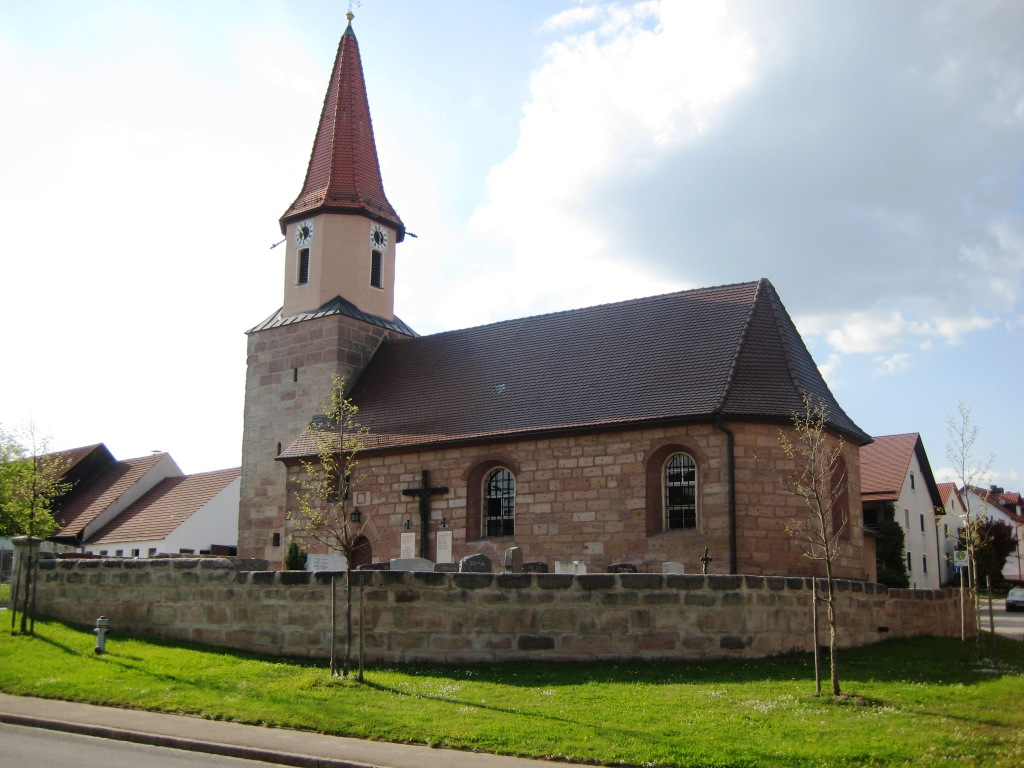
Die Kirche in Sindersdorf

Die ursprünglich frühgotische Chorturmkirche, Filiale von Meckenhausen, wurde 1709 unter Beibehaltung der Westwand der alten Kirche und weiterer Mauerteile sowie der Turmuntergeschosse neu gebaut – wie der Vorgängerbau aus Sandsteinquadern –, barock umgestaltet und 1714 konsekriert. So erhielt 1709 der im Westen stehende Turm ein oktogonales Glockengeschoss aus Backsteinen mit Ziegelhelm. Im Chor der Kirche, der durch eine Chorbogenmauer vom 12 × 6 Meter großen Langhaus getrennt ist, steht ein barocker Hochaltar mit Rokokozutaten; statt eines Altarbildes ist eine Statue der Kirchenpatronin aufgestellt. Zur Ausstattung gehören außerdem mehrere spätgotische Figuren „von künstlerischer Qualität“. Das Sanctissimum darf erst seit 1836 in der Kirche aufbewahrt werden.
Im Oktober 1987 wurde die Kirche mit einer Urkunde des Bezirks Mittelfranken zum Kulturgut erklärt.

### Feldkapelle
1873 erbaute A. Werner von Sindersdorf an der Straße nach Meckenhausen eine Feldkapelle zu Ehren der hl. Maria.

## Besondere Ereignisse
Am 2. September 2006 wurde auf der Schnellfahrstrecke Nürnberg–Ingolstadt auf der Höhe von Sindersdorf mit einer Höchstgeschwindigkeit von 357 km/h ein neuer Weltrekord für Lokomotiven aufgestellt.
Im März 2016 wurde der Windpark Sindersdorf nordwestlich von Sindersdorf in Betrieb genommen.

## Vereine
- Freiwillige Feuerwehr Sindersdorf
- Maibaumverein Sindersdorf

## Verkehr
Die Staatsstraße 2238 führt zur Anschlussstelle der Bundesautobahn 9 bzw. nach Meckenhausen. Die Staatsstraße 2388 führt nach Karm.